# 爆発物探知機
爆発物探知機（ばくはつぶつたんちき）とは爆薬の存在を検出する装置全般を指す言葉である。
爆発物を探知する方法は大きく分けて二種類ある。
爆発物から出る揮発性のガスを採取する方式
爆薬から出る揮発性ガスには主に以下のようなものがあるが、爆薬以外にもこれらの揮発性ガスを発する物があるため、誤動作しやすい、蒸気圧が低くガスが出にくい爆薬を探知しにくいという欠点を持つ。このため、現在では爆薬には全て製造時点で爆発物マーカーを添加することが義務づけられている。
1. 爆発物マーカーとして爆薬に添加することが法律で義務化されている物質
2. ニトロセルロースとニトログリセリンなどから出る二酸化窒素
3. 黒色火薬や硝安油剤爆薬などから出る二酸化硫黄
4. 過塩素酸塩を基剤とするカーリット爆薬などから出る塩化水素

- 以下の装置がこの方式である。
  - 化学反応式
  - 電子捕獲型検出器
  - イオン易動度分光測定式探知器
  - 広義の意味では爆発物探知犬もこの分類に含まれる。

対象物の物理的性質を調べる方式
対象によって一長一短がある。そのため、複数の方式を組み合わせて補完する。
- 電磁誘導法
- 熱伝導法
- ラマン分光法
- 近赤外線分光法
- 核磁気共鳴分光法
- 核四重極共鳴分光法

対象物の構成元素を調べる方式
確実ではあるが、非常にコストが高く、取り扱いも難しい。
- 中性子後方散乱式爆発物探知器
- 電子線マイクロアナリシス分析器

## 化学反応式
- 爆薬から出る揮発性ガスと反応する試薬を用いる。
- 利点
  - 低コストで小型軽量
- 欠点
  - 使い捨て式で大量の検査には不向き。
  - 爆薬の種類ごとに試薬が必要であり、希ガスを試薬に取り込ませるために手間がかかる。
  - 感度があまり高くないため、蒸気圧の低いRDXなどの爆薬を検出することが困難である。

## 電子捕獲型検出器
- イオン易動度分光測定式爆発物探知器の実用化以前に用いられた。
- 半透膜等を通して空気を吸入する等単純な濾過装置を経てニッケル－63をベータ線源とした検出器がダイナマイトから出る揮発性ガスに選択的に反応する
- 利点
  - ニトログリセリンなどのニトロ化合物に対して感度が良く、通常の有機化合物には反応しないなど選択性が高い。
  - 装置の構造が簡単で低コストであり、操作方法が簡単。
- 欠点
  - 蒸気圧の低いRDXなどを検出することが出来ない。

## 電磁誘導法
- 誘電率の違いで物質を判別する[1]。
- 利点
  - 装置が簡便
- 欠点
  - 水溶液と誘電率が近い液体爆発物の判別が困難で金属製容器に対しては原理的に検出が不可能[1]

## 熱伝導法
- 容器および液体の熱伝導率の差異を用いる[1]
- 利点
  - 装置が簡便、金属製の容器に対しても検出可能。
- 欠点
  - 内容物自体の検査は不可能。

## ラマン分光法
- ラマン分光法で物質固有のスペクトルを取得する。
- 利点
  - 物質の同定が可能
- 欠点
  - 光を用いるため金属製容器や不透明な材質の容器に対しては原理的に検出が不可能[1]。

## 近赤外線分光法
- 近赤外線分光法で物質固有のスペクトルを取得する。
- 利点
  - 物質の同定が可能
- 欠点
  - 光を用いるため金属製容器や不透明な材質の容器に対しては原理的に検出が不可能[1]。

## 核磁気共鳴分光法
- 核磁気共鳴分光法により、水素核スピンの緩和時間や液体の拡散係数が、液体の種類によって異なることを利用[2]。
- 利点
  - 不透明な容器にも適用可能で高精度
- 欠点
  - 液体のみに適用が可能で、鉄缶のように磁性体製の容器に対しては原理的に検出が困難。高感度の超伝導量子干渉素子(SQUID)を使用するため、極低温に冷却する必要がある[1]。

## 核四重極共鳴分光法
- 核四重極共鳴分光法により、核四重極モーメントを持つ窒素を検出する[1]。
- 利点
  - 不透明な容器にも適用可能で物質の特定が可能。
- 欠点
  - 検出感度が現状ではまだ不十分。

## イオン易動度分光測定式爆発物探知器
イオン易動度分光測定式探知器とは揮発性ガスをイオン化し、電磁気で加速させ電極にぶつける際、分子の種類による速度差で生じる衝突時間差を利用してガスの成分を調べる装置で質量分析法の一種である。
最近では部屋の換気装置の内部などに仕込むことで、その部屋に爆発物が持ち込まれたかどうかを探知できるシステムもある。
- 利点
  - 化学反応式に比べて感度が高く、発見しやすい
  - 装置を特別な訓練を受けていない人間1人で運用できる
  - 検査に要する時間が短く、検査対象物を汚損しない。
  - ガスを吸い込む方式なので、吸引装置が吸い込める範囲であれば多少の距離が離れていても使える。
- 欠点
  - 爆薬以外の物質を爆薬と誤認する場合が多い
  - RDXやHMXは蒸気圧が低く常温ではほとんど気化しないためこの方式では検出が困難で、爆発物マーカーの揮発成分を添加することが法律で義務付けられており、市販されている爆発物探知機はこのマーカーを特別敏感に感知できるように調整されている。そのため、テロリストなどが自家製で生成した密造爆薬などは探知できない場合がある。

## 中性子後方散乱式爆発物探知器
放射線源と放射線検出器からなる。中性子線の弾性散乱によって装置側へ戻ってきた中性子を測定し、放射線源から出た中性子の速度や入射角度との比較から衝突前と衝突後のエネルギーの差分を求め、軽元素に対する中性子の減速効果を利用して対象物の構成元素を調べる装置である。
- 爆薬の種類によって以下のような結果が出る。通常の樹脂、繊維、木材、生体などと比べると明らかに窒素量が多いため容易に識別できる。
  - RDX - 炭素 16.22%   水素　2.72%   窒素 37.84%  酸素 43.22%
  - TNT - 炭素 37.02%   水素  2.22%   窒素 18.50%  酸素 42.26%
  - トリニトロセルロース - 炭素 24.56%   水素  2.55%   窒素 15.16%  酸素 57.73%
- 利点
  - 対象物が全く何も放出していなくても検知可能。放射線源と放射線検出器がセットになったセンサー部を向ければ測定できるので、レントゲンのように対象物を挟み込む必要も無い。
  - また対象物の寸法が大きかったり、形状が偏っていても調べることができる。ただし、測定距離が長いと、中性子が空気で乱反射するため、測定可能距離が極めて短い。
- 欠点
  - 価格が高い
  - 装置が大型で持ち運び出来ない
  - 放射線源として放射性物質を内蔵しているので、運用には放射線技師が必要[3][4]。
  - 保管するのに特別な放射線管理施設が必要。
  - 検査対象物が軽度の被曝を起こすこと。特に人体に対して使用する場合は問題がある。

アメリカではテロ対策のために、この欠点を隠して放射線規制外の機材として導入しているとの批判がある。

## 電子線マイクロアナリシス分析器
対象物表面に細く絞られた電子線を照射し、対象物と電子線との相互作用により発生する特性X線を効率よく検出することにより対象物の構成元素を調べる装置である。本来の用途は爆発物探知機ではなく、成分分析装置であるが、韓国政府が爆発物探知機として導入したため、ここに記述する。
- 利点
  - 対象物が全く何も放出していなくても検知可能。
- 欠点
  - 価格が高い
  - 装置が大型で持ち運び出来ない
  - 専門のオペレーターが必要
  - 対象物表面の反射を計測するため、金属容器や大きな箱の内部を透視できない。
  - 強いX線を照射するため人体や生物には使用できない

韓国が導入したのがこのタイプで「EDS X-RAY」という製品だったが、誤認が続出した。元来成分分析装置で、爆弾と雷管、タイマーなど付随機材を感知できず、金属容器の内部を透視する事もできなかった。また、窒素量の多い有機物(キムチや石鹸、コチュジャンなど)を爆発物と誤認した。
日本での購入価格は一台あたり一千五百万円からである。

## 誤認事例
爆発物探知機が反応したために、過剰な取調べや捜索が行われた事例が数多くある。下記以外にも大騒ぎとなった事例が世界中に数多くあり、何が反応したか判明していないものも多い。これは、テロ問題から過剰反応するようになっているという事情も関係している。
- 二酸化硫黄は硫黄分を含むマッチなどを燃焼させた場合にも発生するため、航空機内でマッチを点けただけで爆発物探知機が反応して運休になり全検査になったという事件が起きている。
- 塗料用シンナーに含まれるトルエンを誤認したために街中で爆弾騒ぎが起きたことが有る。これはトルエンが爆発物マーカーに指定されているためである。
- 見送り客が焚いた爆竹の残煙が反応して取り調べられた新婚カップルが居る。
- プラスチック爆弾等の爆発物とチーズに含まれる窒素の含有量が似ているため、誤認する例がある。

## 偽装置
イギリスのメーカーがダウジングの能力を応用したen:ADE 651という爆発物探知機を20カ国に販売し、イラクやアフガニスタンを始め多くの紛争地域で実戦投入されたが、これが全く効果の無いインチキ装置であることが判明して問題になり、会社経営者は詐欺罪でイギリスの警察に逮捕されている。

イギリスの別のメーカーの製品であるen:GT200とAlpha 6も同様の偽装置であり、詐欺罪でイギリスの警察に立件されている。